# سريالية
السريالية أو الفوق واقعيّة (بالإنجليزية: Surrealism)‏، مُشتقة من الفرنسية (Surréalisme) التي تعني حرفياً «فوق الواقع»، هي حركة ثقافية في الفن الحديث والأدب تهدف إلى التعبير عن العقل الباطن بصورة يعوزها النظام والمنطق وحسب مُنظّرها أندريه بْرِيْتُون (بالفرنسية: André Breton)‏ فهي آليّة أو تلقائية نفسية خالصة، من خلالها يمكن التعبير عن واقع اشتغال الفكر إمّا شفوياً أو كتابياً أو بأي طريقة أخرى، وهي «فوق جميع الحركات الثورية». إذن فالأمر يتعلق حقيقة بقواعد إملائية للفكر، مركبة بعيدة كل البعد عن أي تحكم خارجي أو مراقبة تمارس من طرف العقل وخارجه عن نطاق أي انشغال جمالي أو أخلاقي وقد اعتمد السرياليون في رسوماتهم على الأشياء الواقعية في استخدامها كرموز للتعبير عن أحلامهم والارتقاء بالأشكال الطبيعية إلى ما فوق الواقع المرئي.
و قد لقيت المدرسة السريالية رواجا كبيراً بلغ ذروته بين عامي 1924-1929 وكان آخر معارضهم في باريس عام 1947. من أهم أقطابها الفنان الإسباني سلفادور دالي (1904-1989). ومن بعض أعماله الفنية «الخلوة»، إصرار الذاكرة، «الآثار» و«البناء».

## النشأة والتطور
نشأت المدرسة السيريالية الفنية في فرنسا، وازدهرت في العقدين الثاني والثالث من القرن العشرين، وتميزت بالتركيز على كل ما هو غريب ومتناقض ولا شعوري. وكانت السيريالية تهدف إلى البعد عن الحقيقة وإطلاق الأفكار المكبوتة والتصورات الخيالية وسيطرة الأحلام. واعتمد فنانو السيريالية على نظريات فرويد رائد التحليل النفسي، خاصة فيما يتعلق بتفسير الأحلام.
وقدّ تطورت السّريالية من خلال أنشطة الدّادا (الدّادئية) خلال الحرب العالمية الأولى حيث كان مركزها الأساس باريس. ومن العشرينيات فصاعداً انتشرت الحركة عبر العالم وأثّرت بشكلٍ كبيرٍ في الفنون البصرية والأدب والموسيقى والفكر السّياسي والممارسة والفلسفة والنّظرية الاجتماعية في العديد بلدان العالم.
وصف النقاد اللوحات السيريالية بأنها تلقائية فنية ونفسية، تعتمد على التعبير بالألوان عن الأفكار اللاشعورية والإيمان بالقدرة الهائلة للأحلام. وتخلصت السيرالية من مبادئ الرسم التقليدية. في التركيبات الغربية لأجسام غير مرتبطة ببعضها البعض لخلق إحساس بعدم الواقعية إذ أنها تعتمد على اللاشعور.
واهتمت السيريالية بالمضمون وليس بالشكل ولهذا تبدو لوحاتها غامضة ومعقدة، وإن كانت منبعاً فنياً لاكتشافات تشكيلية رمزية لا نهاية لها، تحمل المضامين الفكرية والانفعالية التي تحتاج إلى ترجمة من الجمهور المتذوق، كي يدرك مغزاها حسب خبراته الماضية.
والانفعالات التي تعتمد عليها السيريالية تظهر ما خلف الحقيقة البصرية الظاهرة، إذ أن المظهر الخارجي الذي شغل الفنانين في حقبات كثيرة لا يمثل كل الحقيقة، حيث أنه يخفي الحالة النفسية الداخلية. والفنان السيريالي يكاد أن يكون نصف نائم ويسمح ليده وفرشاته أن تصور إحساساته العضلية وخواطره المتتابعة دون عائق، وفي هذه الحالة تكون اللوحة أكثر صدقاً.

## تأسيس الحركة

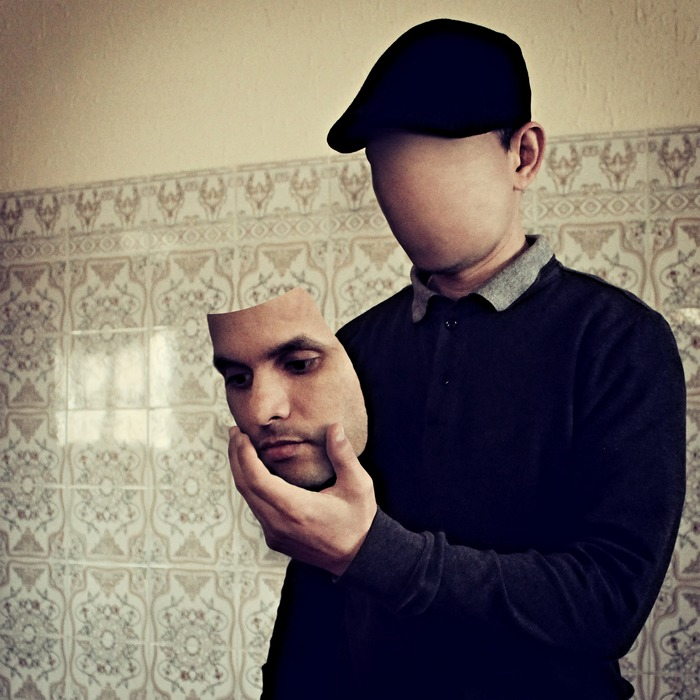
صورة سريالية

صاغ غيوم أبولينير كلمة السّريالية وظهرت لأول مرة في مقدمة مسرحيته “أثداء تريسياس” Les Mamelles de Tirésias التي كتبت عام 1903 وتم تمثيلها لأول مرة عام 1917.
ولقد قامت الحرب العالمية الأولى بتشتيت الكتاب والفنانين الذين كانوا في باريس، وانخرط الكثيرون في تلك المرحلة بحركة الدّادا مقتنعين بفكرة أنّ القيم البرجوازية جلبت الصّراع والحرب للعالم. وناصر الدّادئيون تجمعات “لا للفن” (رفض الفن التقليدي ومحاربة الفن بفن جديد يتجاهل علم الجمال التقليدي) وكتاباتهم وأعمالهم الفنية. ولكنّهم عادوا بعد الحرب إلى باريس واستأنفوا نشاطاتهم. كان أندريه برتون الذي درس الطب والطب النّفسي يعمل خلال الحرب في مشفى للأعصاب ويطبّق طرق سيغموند فرويد في التحليل النفّسي على الجنود الذين كانوا يعانون من صدمة الحرب. وخلال لقاءه بجاك فاتش، شعر برتون أنّ فاتش هو الابن الروحي للكاتب ومؤسس فلسفة الباتافيزيقا جاري ألفرد، وأعجب بإراء الفنان الشاب ضد المجتمع وازدراءه للتقاليد الفنية الراسخة. وقد كتب لاحقاً قائلاُ” في الأدب كنت مأخوذاً برامبو وجاري وأبولينير ونوفو ولاتريمينت، ولكني مدين بالغالب ل جاك فيتش”.

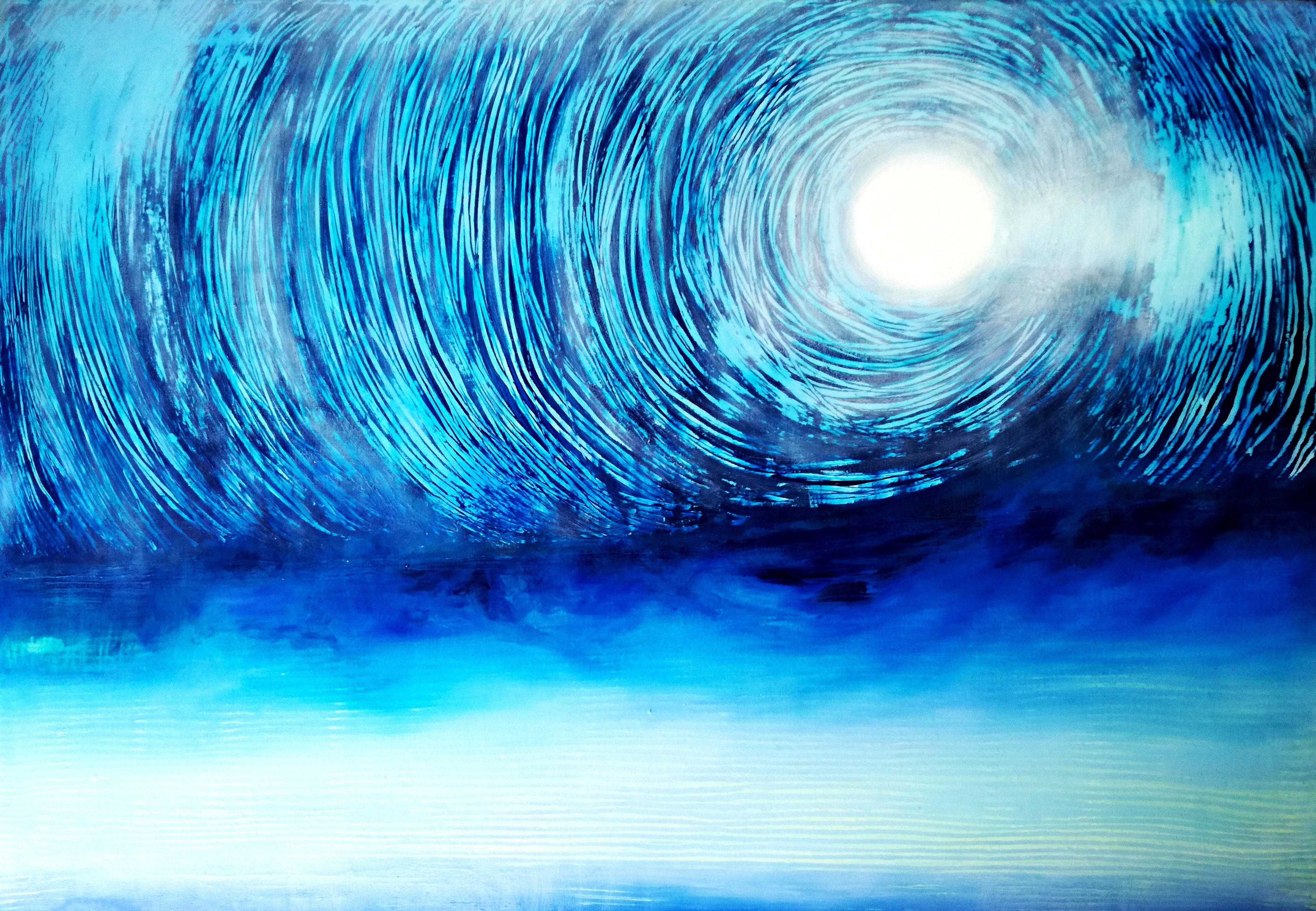
جيوفاني جويدا Giovanni Guida الرسم السريالي

وبالعودة إلى باريس فقد انضم بريتون لأنشطة الدادا وأسس مجلة أدبية تسمى (Littérature) مع لويس أراغون وفيلب سوبالت وبدأوا بتجربة الكتابة العفوية التّلقائية (الآلية) دون مراقبةٍ للأفكار. ونشروا كتاباتهم وأحلامهم في المجلة. وقد توسع بريتون وسوبالت في الكتابة التّلقائية وكتبوا كتاب “الحقول المغناطيسية” The Magnetic Fields عام 1920.
ومع استمرارهما بالكتابة، جلبا أنظار العديد من الكتاب والفنانين. وقد جاؤوا بالاعتقاد أنّ الكتابة التّلقائية هي تقنيةٌ أفضل للتغير الاجتماعي من هجوم الدادا على القيم السائدة. وقد نمت المجموعة لتضمّ باول إلورد، وبنيامين بيرت، ورينيه كريفل، وروبرت ديزنوس، وجاك بارون، وماكس موريس، وبيار نافيل، وروجر فيتراك، وغالا إلورد، وماكس إرنست، وسلفادور دالي، ومان راي، وهانس آرب، وجورج كالكيني، وميشيل ليرس، وجورج ليمبور، وأنطون أرتود، وريموند كوينو، وأندريه ماسون، وجوان ميرو، ومارسيل دوشامب، وجاك بريفرت، وإيف تانجي.
ومع تطويرهم لفلسفتهم، اعتقد السّرياليون أنّ التعبيرات العادية يمكن أن تكون مهمة جداً في السّريالية ولكن يشترط أن يكون مصاغةً بانفتاحٍ تامٍ على عالم الخيال حسب الديالكتيك الهيجلي. كما اهتموا أيضاً بالديالكتك الماركسي وأعمال منظرين آخرين مثل والتر بنيامين وهربرت ماركوس.
وكان لأعمال فرويد حول التّداعي الحر، وتفسير الأحلام واللاوعي أهمية قصوى للسّرياليين لتطوير طرقهم نحو الخيال الحرّ. وتبنوا فكرة الخصوصية Idiosyncrasy (حالة عقلية تتضمن تعبيرات وردود أفعال خاصة بالمريض) ورفضوا فكرة الجنون المنبثقة عنها. ووضح سلفادور دالي ذلك بقوله” هناك فرق وحيد بيني وبين ورجل مجنون هو أنّي لست مجنوناً”
وإلى جانب تفسير الأحلام، أكدّ السرياليون أنّه بالإمكان جمع عناصر غير متجانسة طبيعياً في نفس الإطار للحصول على نتائج غير منطقية ومذهلة. وقد أضاف بريتون فكرة التجاور Juxtaposition (أسلوب أدبي يقوم على الانتقالات غير المتوقعة وغير المتجانسة منطقياً من موضوع لآخر) إلى بينانه عام 1924, والتي نقلها بدوره عن مقال للشاعر بيير ريفيردي ذكر فيه ” كلما كان بين التّباعد بين حقيقتين أو أكثر أكبر، كانت الصورة وقوة العاطفة والواقع الشعري أقوى”.
وهدفت المجموعة إلى إنشاء ثورة في التّجربة الإنسانية في كافة جوانبها الشّخصية والثّقافية والاجتماعية والسّياسية. فقد أرادوا تحرير الإنسان من العقلانية الزّائفة والعادات والبنى المَقيدة. وأعلن بريتون أنّ الهدف الحقيقي للسّريالية كان ” تعيش الثورة الاجتماعية وحدها”. ولهذا السبب، تماشت السّريالية في العديد من الأوقات مع الشّيوعية والأناركية (الفوضوية أو اللاسلطوية)
وقد أعلنوا عن فلسفتهم في البيان السريالي الأول عام 1924. وفي نفس العام أسسوا مكتب البحوث السّريالية وبدأوا بنشر مجلة “الثّورة السريالية” (La Révolution surréaliste)
قام السّراليون بعد إعلان البيان السّريالي الأول بفترةٍ قصيرة بنشر العدد الافتتاحي لمجلة “الثّورة السّريالية” (La Révolution surréaliste) والتي استمر نشرها حتّى عام 1929. وقد صمم المحررين الأوائل نافيل وبيريت المجلة على غرار مجلة (La Nature) بناءً على دراسة علمية دقيقة لها. وكانت المجلة دائما ً ثورية ووفاضحة لتحقق غايات السّرياليين. وعلى الرغم من أنّ التّركيز في المجلة كان على الكتابات، إلا أنّها أيضاً شملت إنتاج أعمالٍ فنيةٍ تشمل أعمال جورجيو دي شيريكو، وإرنست، وماسون، ومان راي.

## مكتب البحوث السّريالية
كان مكتب البحوث السريالية (Centrale Surréaliste) مكان لالتقاء للكتّاب والفنانين السّرياليين وعقد مقابلاتهم وناقشاتهم، حيث بحثوا في موضوع “الكلام تحت تأثير النشوة”.
وقد تميّزت الحركة في منتصف العشرينيات باجتماعات أعضائها في المقاهي حيث كانوا يمارسون ألعاب الرسم التعاوني ويناقشون النّظريات السّريالية كالرّسم التّلقائي. وفي البداية، شكّك بريتون في أهمية الفنون البصرية للحركة السّريالية لأنّها أظهرت أقل ليونةً وانفتاحاً على الصدفة والتّلقائية. ولكن تمت السيطرة على هذه المخاوف من خلال اكتشاف تقنيات كالحّكّ (frottage) و الترسيم.
وانخرط في الحركة العديد من الفنانيين البصريين أمثال: جورجيو دي شريكو، وماكس أرنست، وجوان ميرو، وبيكابا فرانسيس، وإيف تانجي، وسلفادور دالي، ولويس بونويل، والبيرتو جياكوميتي، وفالنتاين هوجو، وميرت أوبنهايم، وتوين. ولاحقا في الحرب العالمية الثالثة: أنريكو دوناتي. وعلى الرغم من أنّ بريتون أُعجب ببابلو بيكاسو ومارسيل دوشامب وتودَدَ لهم للانضمام للسريالية إلا أنّهم لم ينخرطوا فيها تماماً. انضم كتّاب آخرون كتريستان تزارا الذي كان منضما لحركة الدادا. وريني شار، وجورج سادول.
في عام 1925, تشكلت مجموعة سريالية مستقلة في بروكسل وضمت موسيقيين والفنان إدوارد ليون ثيورد مسينز، والرّسام والكاتب رينيه ماغريت، وبول نوجي، ومارسيل ليكومت، وأندريه سوريس. وفي عام 1927 انضم إليهم الكاتب لويس سكيتونير وتقابلوا بانتظام مع مجموعة باريس. وفي عام 1927 انتقل كل من جيومانز وماغريت إلى باريس وأصبحوا يترددون على دائرة برتون.
كان الفنانون من جذور من حركة الدادا والمدرسة التكعيبية والتعبيرية، وتجريدية فاسيلي كاندينسكي، وما بعد الانطباعية، وخلفيات قديمة مثل هيرونيموس بوش، وما يسمى بالفنون البدائية والساذجة. وهناك مثال واضح يستخدم بين الخبراء في العادة للتفريق بين السريالية والدادا وهو عمليّ ماكس أرنست “الآلة الصغيرة التي شيدها مينيمكاس داداماكس شخصيا” (Von minimax dadamax selbst konstruiertes maschinchen) عام 1925 و”القبلة”(Le Baiser) عام 1927.
فاللوحة الأولى تحمل معنى جنسياً ضمنياً وبعيداً بينما تمثل الثانية عملاً جنسياً بشكل صريح ومباشر ويظهر فيها تأثير ميرو وأساليب بيكاسو في الرّسم مع استخدام المنحنيات والخطوط والألوان المتقاطعة. في حين تأخذ الأولى أسلوب المباشرة التي يمكن أن تكون ملهمةً لحركات لاحقة كفن البوب.
كان جورجيو دي شيريكو وتطويره السابق للفنّ الميتافيزيقي أو الماورائي أحد العوامل المهمة في الرّبط بين الجانبين الفلسفي والبصري للسّريالية حيث تبنى أسلوب الرّسوم التّوضيحية غير المنمقة والذي أعتمده فنانون آخرون لاحقاً. وقد أظهرت لوحة “البرج الأحمر” (La tour rouge) عام 1913 تناقضَ ألوانٍ صارخ ونمط توضيحي قام الرّسامون السّرياليون باعتماده فيما بعد.
ولوحته «حنين الشاعر» (La Nostalgie du poete) التي تحتوي على أسلوب التّجاور حيث يوجد شخص مبتعدٍ عن المشاهد، وتمثال، ونظارات، وأسماك مشكلاً بذلكَ تحدٍ للتفسيرات الفنية التقليدية. وهو أيضاً كاتب رواية Hebdomeros التي تقدم العديد من المشاهد التي تشبه الحلم مع استخدامٍ غير تقليدي لعلامات الترقيم والتركيب النحوي للجمل والقواعد حيث شكّلها لخلق جو يشبه صوره. وقد خلقت صوره وتصاميم باليه روسيس نوع من السّريالية المزخرفة والتي أثرت على الفنانين المعروفين الأكثر ارتباطاّ بالسّريالية في ذهن الجمهور: دالي وماغريت. وعلى الرّغم من ذلك فقد غادر المجموعة السّريالية عام 1928.
وطبّق ماسون وميرو في عام 1924 السريالية على اللوحات مما أدى عقد معرض اللوحة السّريالية La Peinture Surrealiste عام 1925 في استديو بيار في باريس والذي عرض فيه أعمال لماسون، مان راي، بول كلي، ميرو وآخرون.
وقد أكّد المعرض أنّ الفنون البصرية أحد مكونات السّريالية (على الرغم من أنّه تم الشّكّ في البداية إن كان ممكناً أم لا). وتمّ استخدام تقنيات من حركةِ الدادا متل “تركيب الصور” Photomontage. وفي السّنة اللاحقة في السادس والعشرين من مارس/آذار عام 1926 أفتَتَح أستديو السّريالية معرضاّ لمان راي. وقد نشر بريتون عام 1928 كتاب السّريالية والرّسم Surrealism and Painting الذي لخّص الحركة لتلك النقطة على الرغم من أنّه استمر في تحديثها حتى الستينيات.

## المسرح السّريالي
استخدم غيوم أبولينير كلمة السّريالية لأول مرة لوصف مسرحيته Les Mamelles de Tirésias والتّي تمّ تحويلها إلى أوبرا من قبل فرانسيس بولينك.
وقد رفض أنطونين أرتو-المنتمي للسّريالية منذ وقت مبكر- غالبية المسرح الغربي باعتباره انحرافاً عن الهدف الأصلي له والذي ينبغي أن يكون تجربةً باطنيةً وميتافيزيقيةً حسب رأيه. وأعرب عن اعتقاده بأنّ الخطاب العقلاني يتألف من “الباطل والوهم” ونظّر لشكلٍ مسرحيٍ جديد مباشرٍ ويربط بين العقل الباطن للممثلين والمشاهدين فيما يشبه طقس شعائري. وقد أنشأ أرتو مسرح القسوة والذي يتم فيه التعبير عن المشاعر والانفعالات ليس فقط من خلال اللغة وانما مادياً، مما يخلق رؤية أسطورية وأصيلة مرتبطةً ارتباطاً وثيقاً بعالم الأحلام.
وكان المخرج والكاتب المسرحي الإسباني فيديريكو غارثيا لوركا أحد أبرز ممارسي المسرح السّريالي خاصة في مسراحياته “الجمهور” (1930), “عندما تمر خمس سنوات” (1931) و”مسرحية بدون عنوان”(1935). وهناك أيضاً مسرحيات سريالية أخرى مثل مسرحية أراغون “ظهور إلى الجدار” (1925), ومسرحيات وروجر فيتراك “من أسرار الحب” (1927) و”فكتور” أو “الأطفال ينتصرون”. وقد وُصفت أوبرا “دكتر فاوستس ينير الأضواء” (1938) لجيرترود شتاين أنّها “السريالية الأمريكية” على الرغم من أنّها متعلقة بالجانب النّظري للتكعيبية.

## موسيقى السّرياليين
لقد تأثر العديد من الملحنين بالسّريالية أو بأشخاصٍ ينتمون للحركة السّريالية في العشرينيات من القرن العشرين. وكان من ضمنهم بوهوسلاف مارتينو وأندريه سوريس، وأغار فاريزي الذي صرح بأن عمله “أركانا” Arcana هو عبارة عن تسلسل حلم. وارتبط سوريس بشكل خاص مع الحركة السّريالية حيث كان على علاقة وطيدة مع ماغريت وعمل في منشور باول نوج “وداعاً ماري” Adieu Marie.
وألفت جيرمن تاليفير، التي تنتمى للمجموعة الموسيقية الفرنسية (Les Six), العديد من الأعمال التي يمكن اعتبارها مستوحاة من السريالية بما في ذلك موسيقى باليه Paris-Magie (سيناريو ليز دوهارم) وأوبرا La Petite Sirène(كتاب لفيلب ساوبالت), و Le Maître (كتاب لأوجين يونسكو).
وعلى الرغم من أنّ بريتون في عام 1946 رد سلباً على موضوع الموسيقى السّريالية في مقالته Silence is Gold. إلا أنّ السّرياليين اللاحقين أظهروا اهتمامهم بالموضوع. مثل بول جارون الذي أوجد أوجه تشابه بين الارتجال في السّريالية وموسيقى الجاز والبلوز. وقد بادله موسيقي الجاز والبلوزBlues هذا الاهتمام. ومثال ذلك العرض الموسيقي لديفيد هوني بوي إدواردز في المعرض السّرياللي الدولي عام 1976.

## نقد السّريالية

### النقد النّسوي للسّريالية
انتقدت النّاشطات النّسويات السّريالية في الماضي بدعوى أنّها حركة ذكورية وأتباعها ذكور في الأساس، على الرغم من وجود العديد من النّساء المشهورات المنتميات للسّريالية مثل ليونزرا كارينغتون (1917-2011), وليونور فيني، وكاي سيج، ودوروثيا تاننج، وريميديوس فارو، وتواين. وتعتقد النّاقدات النّسويات أنّ السّريالية تتبنى المواقف القديمة من المرأة كالعبادة الرّمزية من خلال استخدام القوالب النمطية والمعايير القائمة على التمييّز على أساس الجنس، حيث أنّ النّساء تستخدم لتمثيل قيمٍ عليا وتُشَيَئ لأغراض كالرّغبة والغموض.
وكانت اكزافير غوتتيه الرائدة في النقد النّسوي للسّريالية ألفت كتابها Surréalisme et sexualité 1971)) الذي ألهمها لدراسة لاحقة لموضوع تهميش المرأة ودورها في “الطلعية”. وقد انتُقِدَ هذا المنظور واعتُبرَ ك “سوء فهم” للسّريالية لكونَها حركة نقد اجتماعي وتفكير في افتراضات الأفراد بحيث يمكن التشكيك فيهم .

### النَقد الفرويدي للسّريالية (النظرية النفسية في التحليل)
بدأ فرويد بنقده للسّريالية بتصريحه أنّ ما لفت نظره في السّرياليين هو وعيهم وليس لاوعيهم. بما معناه أن التّجارب التّلقائيلة التي قام السّرياليون بأظهارها وكأنها إطلاق للاوعي كانت منظمة للغاية من قبل نشاطات الأنا. بما يشبه مراقبة الأحلام خلال الحلم وبالتالي فأنه خطأ من حيث المبدأ اعتبار قصائد السّرياليين ونشاطتهم الفنية الأخرى كتعبير مباشر عن اللاوعي لأنّها في الحقيقة محددة ومنفّذة من قبل الانا.
وبهذه الطريقة- حسب فرويد- يمكن أنّ ينتج السّرياليون أعمالاً عظيمةً ولكنها تكون أعمال الوعي وليس اللاوعي، فقد خدع السّرياليون أنفسم باعتبارأنّهم ينتجون من خلال اللاوعي. ففي التحليل النفسي السليم، لا يعبر اللاوعي عن نفسه بشكلٍ تلقائي، وإنّما من خلال تحليل عمليات المقاومة والنقل (تحويل الرغبة أو الدافع من الموضوع الأصلي لموضوع بديل عند الشخص في علم النفس) خلال عملية التحليل النفسي.